# Олійник Антон Якимович
Антон Якимович Олійник, псевдо «Мрія», «Індус» (нар. 11 лютого 1926, хутір Березина, село Друхів, Рівненська область — пом. 6 лютого 1967, Київ)— підпільник ОУН, учасник боротьби за відновлення незалежности України.

## Родина
Народився в селянській родині, котра переселилась сюди з Волинської області. Батько бачив в синові хлібороба, малий Антон мріяв про науку, з дитинства тягнувся до книжки. Після початкової школи він закінчив Березнівську українську школу, де пропагували національні ідеї. Друга світова війна змінила його світогляд: в ці роки він зрозумів, що Україна, яка прагне незалежності, має двох затятих ворогів — нацистів та більшовиків. Саме задля боротьби проти них він вступає в ОУН.
Батько, Яким Маркович, помер в квітні 1947-го року, мати, Марія, на час арешту Антона мала близько 50 років. Мав молодшу сестру, Надію, 1932 року народження.

## Діяльність в ОУН

Антон Олійник під час служби в УПА

До ОУН приєднався 1943 року, куди його залучив родич, Олійник Василь Семенович-«Полтавець». Спочатку Антон пройшов декілька вишколів і виконував обов'язки зв'язкового, а згодом йому доручили читати лекції під час навчання членів ОУН. У 1944 році Антон Олійник, на псевдо «Мрія», отримав посаду керівника юнацтва Людвипільського району. Та наступного року, через значні втрати й нові вказівки керівництва, робота з юнацтвом практично припинилася.
З 1945 року Олійник виконував завдання при боївці охорони районного проводу, спільно діє з «Полтавцем», «Студеним», «Хвилею» та іншими повстанцями. Пізньою весною 1945 року він був у підстаршинській школі УПА. Коли повернувся з неї, то знову перебував в охороні «Полтавця». Та невдовзі «Полтавець» і «Липа» загинули.
Продовжив підпільну діяльність і після закінчення війни. Через деякий час на місце «Полтавця» прибув новий керівник району — «Дуб» і Антон Олійник перейшов у його підпорядкування. Фактично до 1947 року проводив антикомуністичну агітацію, поширював антирадянські листівки, налагоджував систему взаємозв'язків збережених ОУНівських осередків.

## Арешт і покарання

### Перший арешт
30 червня 1947 року «Індус» (це було його друге оунівське псевдо — від словосполучення індивідуальний селянин) був вперше заарештований агентурно-бойовою групою, що діяла під виглядом оунівців-«кнопівців». При арешті було вилучено зброю (гвинтівку, 49 патронів, гранату Ф-1, пістолет ТТ), листівки та брошури із закликом боротися за вільну Україну. Спочатку його привезли до в'язниці, де 22 дні утримували в карцері, а згодом військовий трибунал виніс вирок — 25 років позбавлення волі.
Присуд радянської влади на той час був максимальним, тим паче, що Олійнику «нав'язали» цілу низку вбивств радянських активістів, керівників району. Від участі в ОУН він не відмовлявся, а от «нав'язаних» вбивств не признав навіть тоді, коли постав перед розстрілом. Відбувати покарання «Індусу» довелося в Мордовії.

### Втеча
Вперше в'язень втік в 1948 році. Проте його впіймали та кинули у карцер. У 1954 році Антон Олійник вдруге спробував утекти. З допомогою інших в'язнів «Індус» викопав 13- метровий тунель, яким вибрався на волю. Далі була довга дорога додому, кілометри, подолані на човні та потязі, і нарешті він дістався такої омріяної України.

### Другий арешт
Через місяць Антона було арештовано та засуджено ще раз на 25 років — тепер каторжних робіт. Надалі Олійник перебував у Дубравному ВТТ Мордовської АРСР, де, незважаючи на дві невдалі спроби врятуватися, «Індус» не переставав мріяти про свободу. Він спланував ще одну втечу, до якої ретельно готувався, записував адреси родичів ув'язнених, щоб мати де переховуватися на волі.

### Друга втеча
12 серпня 1965 року, разом з товаришем Романом Семенюком, зробивши прохід в огорожі, Антон Олійник втретє втікає з табору. Він повертається в Україну, подорожує Києвом, Харковом, Львовом, Запоріжжям, Рівним, відвідує могилу Тараса Шевченка в Каневі.

### Останній арешт
12 листопада 1965 року, через три місяці після втечі Антона Олійника знову арештували. Була створена ціла бригада з 5 слідчих, які вивчали 12-томну справу «Індуса», вдавалися до обману та фабрикування, щоб винести якомога жорстокіше рішення.
5 жовтня 1966 року Рівненська судова колегія у кримінальних справах ухвалила вирок — конфіскація майна і розстріл. Це був безпрецедентний випадок — як для юриспруденції самої республіки, так і загалом всього світу. Президія Верховної Ради УРСР ухвалила рішення судити людину не за чинним законодавством, а за тим, яке діяло ще у 1927 році.
Вирок виконано 6 лютого 1967 року в Києві.